# Cúp BTV 2019
Cúp BTV 2019 có tên gọi chính thức là Giải bóng đá quốc tế Truyền hình Bình Dương lần thứ XX- Cúp Number One là mùa giải lần thứ 20 của giải BTV Cup do Truyền hình Bình Dương và Number One đồng tổ chức, diễn ra từ ngày 14 tháng 12 đến ngày 18 tháng 12 năm 2019 trên sân vận động Gò Đậu tại Bình Dương.

## Các đội tham dự
Cúp BTV 2019 có sự tham dự của 4 đội gồm:
- Becamex Bình Dương (chủ nhà)
- U-20 Việt Nam
- U-20 Myanmar
- U20 Campuchia

## Kết quả các trận đấu
|  | Bán kết                | Bán kết       |                      |   | Chung kết | Chung kết |
|  |                        |               |                      |   |           |           |
|  | 14 tháng 12 – Gò Đậu   |               |                      |   |           |           |
|  |                        |               |                      |   |           |           |
|  | Becamex Bình Dương (p) | 3 (5)         |                      |   |           |           |
|  | Becamex Bình Dương (p) | 3 (5)         | 18 tháng 12 – Gò Đậu |   |           |           |
|  | U-20 Myanmar           | 3 (4)         |                      |   |           |           |
|  | U-20 Myanmar           | 3 (4)         | Becamex Bình Dương   | 3 |           |           |
|  | 15 tháng 12 – Gò Đậu   |               | Becamex Bình Dương   | 3 |           |           |
|  |                        | U-20 Việt Nam | 0                    |   |           |           |
|  | U-20 Việt Nam          | U-20 Việt Nam | 0                    | 3 |           |           |
|  | U-20 Việt Nam          |               |                      | 3 |           |           |
|  | U-20 Campuchia         | 0             |                      |   |           |           |
|  | U-20 Campuchia         | 0             | Tranh hạng ba        |   |           |           |
|  |                        |               |                      |   |           |           |
|  | 17 tháng 12 – Gò Đậu   |               |                      |   |           |           |
|  |                        |               |                      |   |           |           |
|  | U-20 Myanmar           | 4             |                      |   |           |           |
|  | U-20 Myanmar           | 4             |                      |   |           |           |
|  | U-20 Campuchia         | 2             |                      |   |           |           |

### Bán kết
| Becamex Bình Dương                                                                                      | 3–3      | U-20 Myanmar                                                                |
| --- | -------- | --------------------------------------------------------------------------- |
| Nguyễn Trung Đại Dương 41' · Hedipo 67' · Oghali Shedrack Chukwunalu 83' · Nguyễn Trần Việt Cường 90+8' | Chi tiết | Saw Kyaw Ae 48' · Naung Naung Soe 50' · Nyi Nyi 90', 120+3' · Pyae Phyo Thu |
| Loạt sút luân lưu                                                                                       |          |                                                                             |
| | 5–4      |                                                                             |

| U-20 Việt Nam                                          | 3–0      | U-20 Campuchia |
| ------------------------------------------------------ | -------- | -------------- |
| Lê Văn Sơn 45+1' · Lê Xuân Tú 67' · Trần Công Minh 70' | Chi tiết |                |

### Trận tranh hạng ba
| U-20 Myanmar                                   | 4–2      | U-20 Campuchia       |
| ---------------------------------------------- | -------- | -------------------- |
| La Min Htwe 23', 61', 75' · Hein Htet Aung 51' | Chi tiết | Chan Sophea 82', 86' |

### Trận chung kết
| Becamex Bình Dương                                      | 3–0      | U-20 Việt Nam |
| ------------------------------------------------------- | -------- | ------------- |
| Nguyễn Trung Đại Dương 22' · Tô Văn Vũ 35' · Hedipo 43' | Chi tiết |               |

## Các danh hiệu
- Đội vô địch:  Becamex Bình Dương
- Đội á quân:  U-20 Việt Nam
- Đội hạng ba:  U-20 Myanmar
- Đội đoạt giải phong cách:
- Vua phá lưới:  La Min Htwe (U-20 Myanmar) với 3 bàn thắng
- Thủ môn xuất sắc nhất:  Quan Văn Chuẩn (U-20 Việt Nam)
- Cầu thủ xuất sắc nhất:  Tô Văn Vũ (Becamex Bình Dương)

## Kênh truyền hình
Các kênh truyền hình trực tiếp gồm: BTV1, BTV2, BTV5.